# Emanuel von Max
Emanuel Max, Ritter von Wachstein (født 19. oktober 1810 i Bürgstein, død 22. februar 1901 i Prag) var en böhmisk billedhugger. 
I Rom, hvortil han kom 1839, sluttede han sig til Thorvaldsen, og det var også væsentligst dennes retning, han overførte i sin egen skulptur, da han 1849 vendte hjem fra Rom og tog bopæl i Prag. Her findes af Max statuerne af Cyrillus og Methodius i Teyn-kirken, monumentet over den hellige Ludmilla i St.-Veits-kirken, statuen til Radetzkymonumentet og en Pietà på Karlsbroen. 1893 udkom hans selvbiografi: 82 Lebensjahre.